# Anemoi

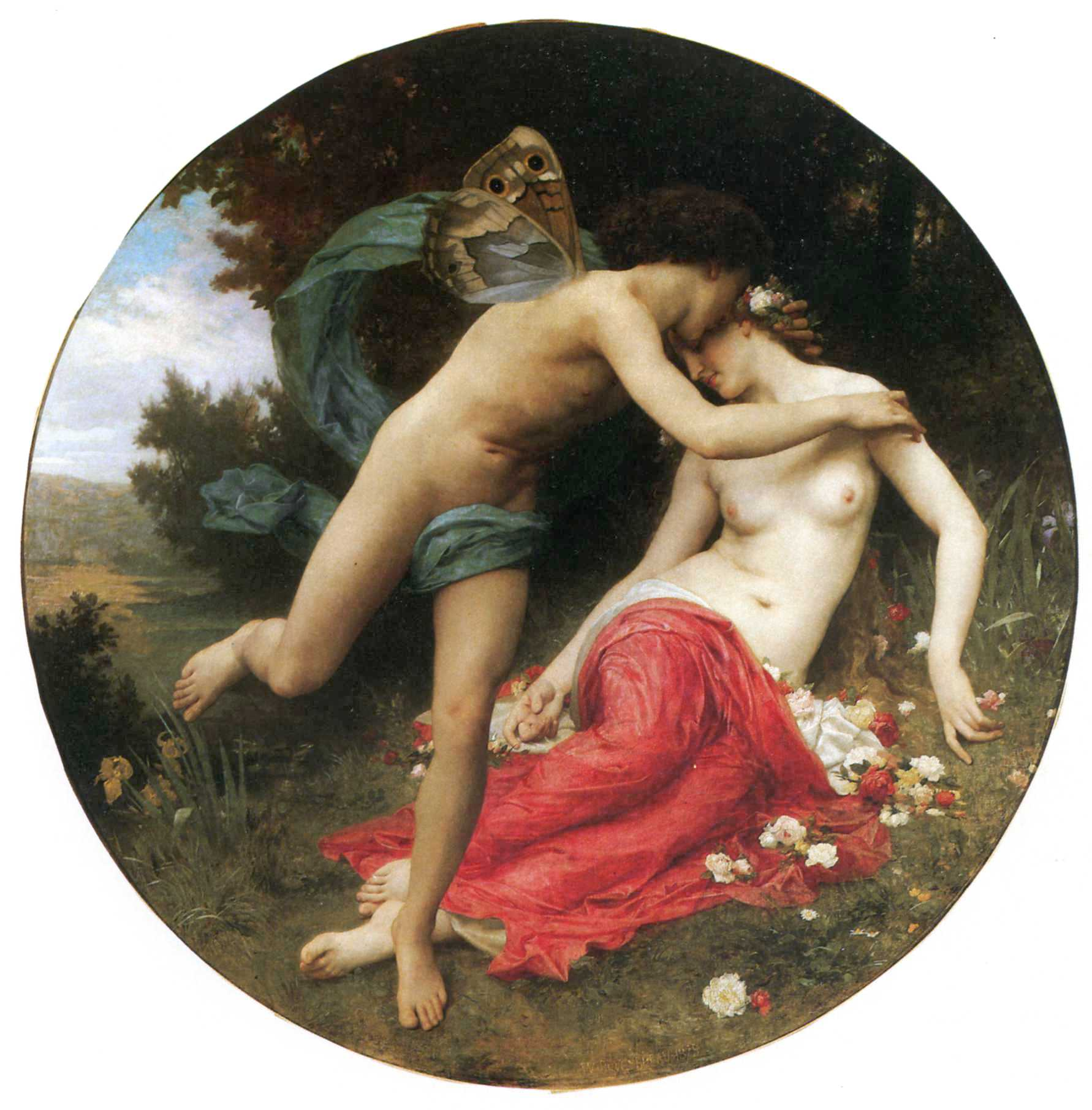
Zephyrus řecký bůh západního větru a bohyně Flory. Malba pochází z roku 1875 od William-Adolphe Bouguereau.

Anemoi (Άνεμοι, řecky „větry“) v řecké mytologii jsou bohové větru.
Každému je přisouzena jedna světová strana, ze které přichází jeho větry, a každý je také spojen s ročním obdobím a určitým počasím.
Občas jsou vyobrazeni jako pouhé poryvy větru, jindy jako okřídlení lidé nebo koně ve stájích boha bouří Aiola, který Anemoi poskytl Odysseovi v Odysseji. Aiolos je také často spojován s astrologickým božstvem Astraiem, který je podle Hésioda otcem Anemoi, zatímco jejich matkou je Éós, bohyně úsvitu.